# 華麗なるギャツビー (1974年の映画)
『華麗なるギャツビー』（The Great Gatsby）は1974年制作のアメリカ合衆国の映画。F・スコット・フィッツジェラルドの小説『グレート・ギャツビー』の映画化作品。第47回アカデミー賞で衣裳デザイン賞、編曲賞を受賞した。

## あらすじ
ニューヨークの郊外、ロングアイランドのウェストエッグにあるその大邸宅では毎夜、豪華絢爛な饗宴が繰り広げられていた。近隣から、ニューヨークから着飾った大勢の男女が訪れ、軽快な音楽に合せてダンスを踊り、シャンペンが何本も抜かれ、何人ものコックが大量のご馳走を作り、給仕達が忙しく、大広間、芝生の庭、プールの回りを駆け回っていた。ニック・キャラウエイはある夜その喧騒が静まった静寂の中、じっと佇み、海の向こうの緑色のランプを見つめる男を見かける。その男はギャツビー、かつての恋人デイジーに再会するために盛大なパーティを毎夜繰り返していた。
数年前、大富豪の娘であるデイジーと軍人のギャツビーは愛し合うようになるが、ギャツビーは戦場に行き、帰ってきても無一文の貧乏青年。デイジーはギャツビーをあきらめ、大金持ちのトム・ブキャナンと結婚してしまう。1920年代の繁栄するアメリカの中でギャツビーは成功を収め巨万の富を得て、デイジーの愛を取り戻そうとする。
ギャツビーはニック・キャラウエイの手助けによりデイジーとの再会を果たす。夫への愛が冷めていたデイジーも過去の愛を思い起こしていく。デイジーの愛を再度得たギャツビーはトムと別れることを望むが、デイジーは決心がつかず、ギャツビーとトムの口論に取り乱し、部屋を飛び出す。後を追うギャツビー。その帰り道に事故が起きる。愛のため自分を犠牲にすることを厭わないギャツビーだったが、悲劇は事故だけでは終わらず、思わぬ方向へと展開していく。果たしてギャツビーの思いは遂げられるのだろうか。

## キャスト
| 役名                     | 俳優                     | 日本語吹替                                                                  | 日本語吹替                                 | 日本語吹替 |
| 役名                     | 俳優                     | 日本テレビ版                                                                | TBS版                                      | ソフト版 |
| ------------------------ | ------------------------ | --------------------------------------------------------------------------- | ------------------------------------------ | --- |
| ジェイ・ギャツビー       | ロバート・レッドフォード | 北村総一郎                                                                  | 広川太一郎                                 | 森川智之 |
| デイジー・ブキャナン     | ミア・ファロー           | 田島令子                                                                    | 岡本茉利                                   | 石塚理恵 |
| トム・ブキャナン         | ブルース・ダーン         | 田口計                                                                      | 有川博                                     | 家中宏 |
| ニック・キャラウェイ     | サム・ウォーターストン   | 大出俊                                                                      | 堀勝之祐                                   | 宮本充 |
| ジョージ・ウィルソン     | スコット・ウィルソン     | 堀勝之祐                                                                    | 納谷六朗                                   | 咲野俊介 |
| マートル・ウィルソン     | カレン・ブラック         | 緑魔子                                                                      | 弥永和子                                   | 朴璐美 |
| ジョーダン・ベーカー     | ロイス・チャイルズ       | 弥永和子                                                                    | 横尾まり                                   | 渡辺美佐 |
| パメラ                   | パッツィ・ケンジット     |                                                                             | 鈴木富子                                   | |
| マイヤー・ウルフシャイム | ハワード・ダ・シルバ     | 滝口順平                                                                    | 加藤正之                                   | 宝亀克寿 |
| その他                   | 不明 その他              | 前沢迪雄 有馬瑞香 松金よね子 中島喜美栄 土師孝也 寺島幹夫 仲木隆司 北村弘一 | 塚田正昭 伊井篤史 榊原良子 広瀬正志 島香裕 | 石波義人 斎藤恵理 岩崎ひろし 青山穣 遠藤純一 定岡小百合 あおきさやか 奥田啓人 水落幸子 風村綾及 船木真人 大鐘則子 宇乃音亜季 |
|                          |                          |                                                                             |                                            | |
| 演出                     | 演出                     | 佐藤敏夫                                                                    | 河村常平                                   | 佐藤敏夫 |
| 翻訳                     | 翻訳                     | 飯嶋永昭                                                                    | 飯嶋永昭                                   | 岩佐幸子 |
| 効果                     | 効果                     | PAG                                                                         |                                            | 南部満治 |
| 調整                     | 調整                     | 山田太平                                                                    |                                            | 金谷和美 |
| 制作                     | 制作                     | 東北新社                                                                    | 東北新社                                   | 東北新社 |
| 解説                     |                          |                                                                             |                                            | |
| 初回放送                 | 初回放送                 | 1977年11月30日 『水曜ロードショー』                                         | 1984年6月9日 『名作洋画ノーカット10週』    | |